# Arstanosaurus akkurganensis
Arstanosaurus akkurganensis („Arstanský ještěr“) byl druh býložravého kachnozobého dinosaura, žijícího v období svrchní křídy (geologický věk santon až kampán, zhruba před 86 až 72 miliony let) na území dnešního Kazachstánu (souvrství Bostobinskaja, nedaleko města Kyzylorda). Typový druh A. akkurganensis byl formálně popsán paleontology Šilinem a Suslovem v roce 1982.

## Popis
Objevena byla pouze část horní čelisti a nepříliš diagnostická stehenní kost. Historie výzkumu tohoto taxonu je značně spletitá, o čemž svědčí i fakt, že byl v jednu dobu považován za zástupce skupiny Ceratopsia. V současnosti je tento taxon považován za nomen dubium. O přesnějším systematickém zařazení, velikosti ani anatomii arstanosaura v současnosti není známo příliš informací.